# Mégaventure
La Mégaventure était un jeu télévisé luxembourgeois présenté par Jean-Luc Bertrand et Philippe Goffin le samedi après-midi puis le mercredi après-midi  sur RTL Télévision de 1983 à 1987 et par Philippe Goffin et Florence Arthaud tous les jours à 15 h 45 sur M6 de mars à septembre 1987.

## Principe du jeu
Le but du jeu était de trouver, sur le principe de La Chasse aux trésors, les clefs d'une voiture qui était à gagner en partant d'un lieu précis pour arriver à un point d'arrivée. Des images défilaient en caméra subjective qui évoluait dans un décor et le téléspectateur participant au jeu devait deviner la bonne direction à prendre parmi plusieurs proposées. Le candidat avait la possibilité d'aller à droite, tout droit et à gauche. Arrivé à un cul-de-sac, il devait revenir en arrière et arriver au but dans un laps de temps défini.
Des éditions spéciales du jeu ont eu lieu pour les fêtes en Israël et à Walt Disney World Resort en Floride.

## Présentateurs
- Jean-Luc Bertrand : l'animateur (1983-1987)
- Florence Arthaud : l'animatrice (1987)
- Philippe Goffin : Monsieur Méga

## Générique
Le générique de l'émission, composé par Boris Bergman et le frère de Plastic Bertrand, était interprété par Jean-Luc Bertrand et Marylène Bergmann.